# Cephalaspis
Cephalaspis (від грец. κεφαλή,kephalḗ, «голова» і грец. ἀσπίς, aspís, «щит») — можливий, монотипний рід вимерлих остеостраканових безщелепних. Це була детритоїдна риба розміром з форель, яка жила в ранньому девоні.

## Опис
Подібно до споріднених істот, Cephalaspis був добре озброєний, ймовірно, для захисту від хижих плакодерм та ракоскорпіонів. Він мав сенсорні плями по краю і в центрі головного щита, які використовувалися для виявлення черв'яків та інших організмів, що зариваються в мул.

### Живлення
Через те, що його рот був розташований безпосередньо під головою, Cephalaspis вважався донною рибою, схожою на важкоброньованого сома або осетра. Рухаючи головою, схожою на плуг, з боку в бік, Cephalaspis легко перемішував пісок і пил у воді, а також виявляв схованки своєї здобичі, викопував черв'яків або ракоподібних, захованих у мулі та водоростях, а також просіював детрит (що пояснюється відсутністю щелеп і нездатністю кусати).

## Класифікація
Рід Cephalaspis довгий час використовувався як сміттєвий таксон, відколи Луї Агассіз у 1835 році виділив його для чотирьох видів: C. lyelli, C. rostratus, C. lewisi та C. lloydi. Пізніше було визначено, що останні три види є частинами того, що згодом буде описано як гетеростраканський Pteraspis rostratus. C. lyelli, названий на честь сера Чарльза Лайєлла, залишився типовим видом роду. Інші дослідники продовжували додавати інші схожі на нього Osteostraci протягом десятиліть, поки в 2009 році Сансом не переоцінив Osteostraci і не визначив, що лише C. lyelli може бути надійно віднесений до Cephalaspis, і що, ймовірно, всі інші види в кінцевому підсумку потребують повторного вивчення і віднесення до інших родів. У тому ж дослідженні 2009 року Сансом також визначив, що Cephalaspis sensu stricto є сестринським таксоном родинних osteostracans, тобто всіх остеостраканів, які або самі мають, або мають предків, що мали чітко виражені кути на головних щитах.

### Включені види

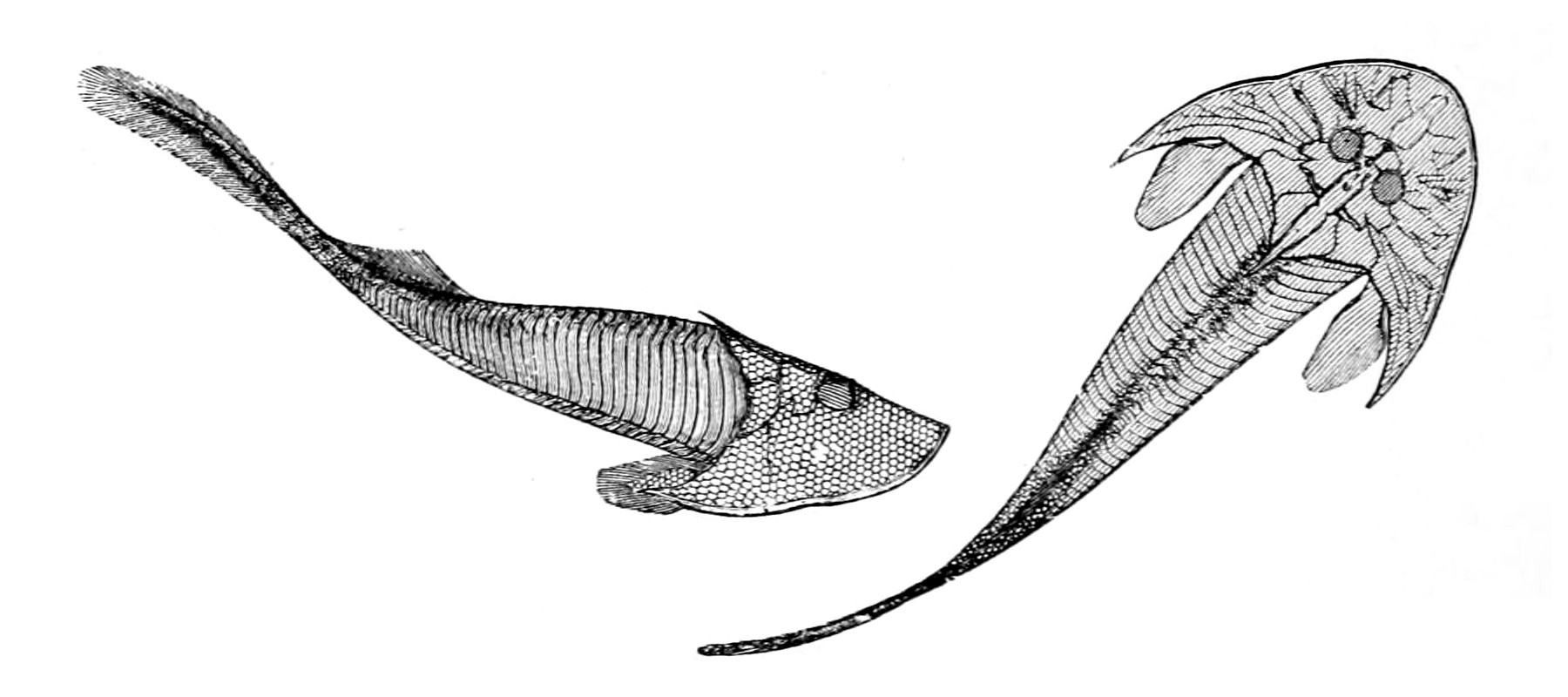
Реконструкція Cephalaspis lyellii

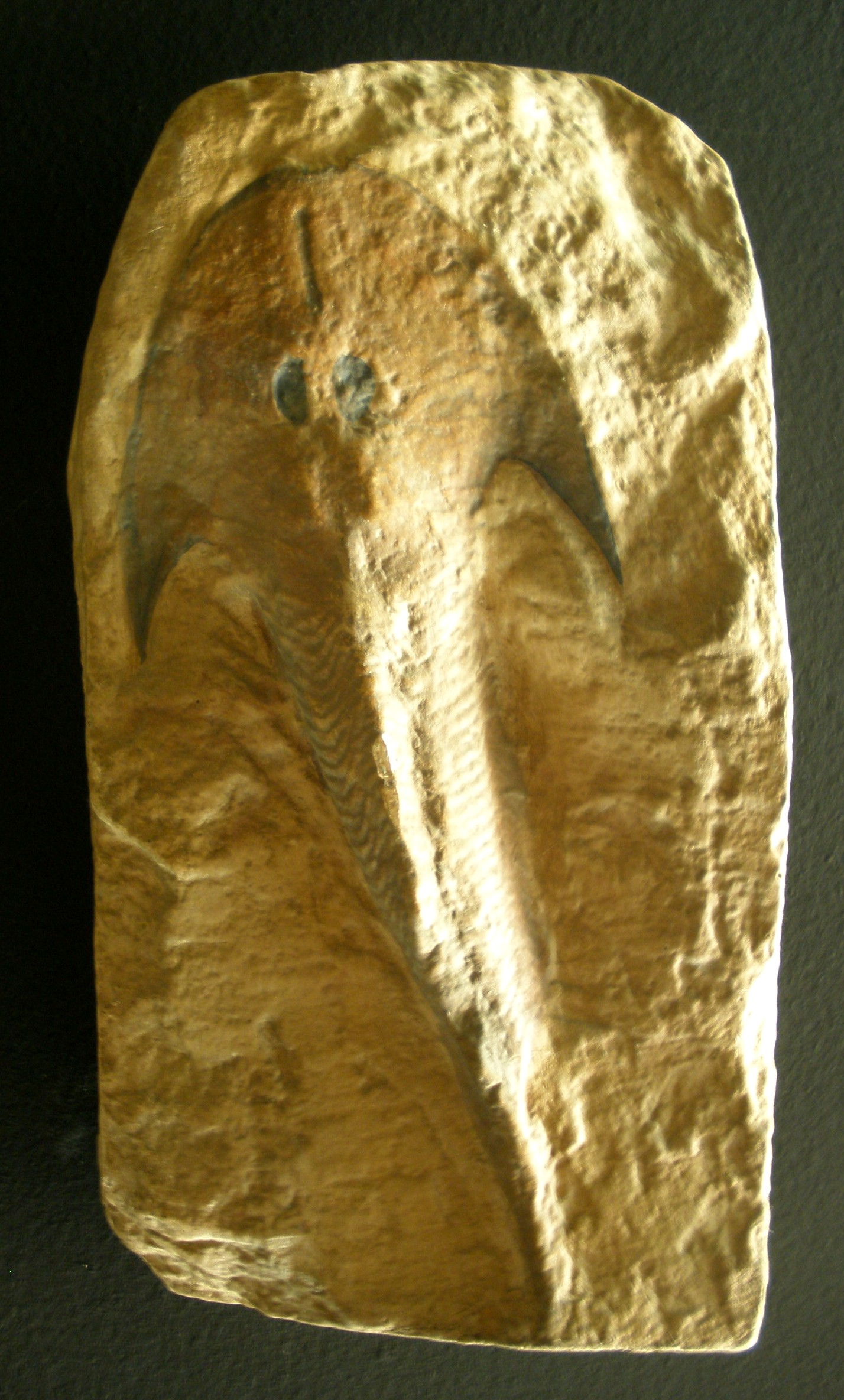
Скам'янілість цефаласпіса lyelli

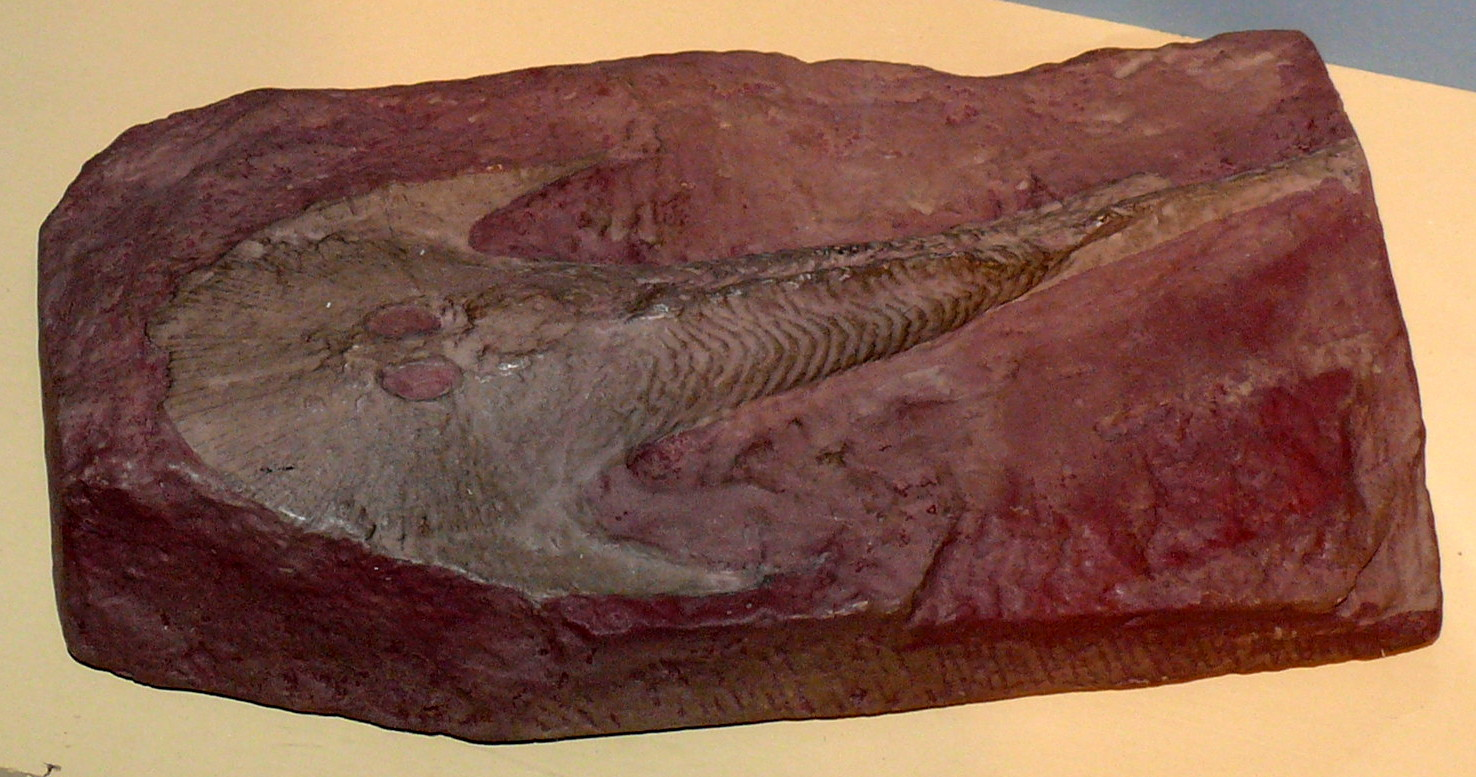
Скам'янілість цефаласпіса lyelli

Нижче наведено список видів, які були включені до Cephalaspis; найімовірніше, вони не належать до роду, але формально не були перенесені.
- † Cephalaspis lyelli (Agassiz, 1835) (типовий вид)
- † «Cephalaspis» aarhusi (Wangsjö, 1952)
- † «Cephalaspis» agassizi (Lankester, 1868)
- † «Cephalaspis» brevirostris (Denison, 1952)
- † «Cephalaspis» broughi (Wangsjö, 1952)
- † Cephalaspis cradleyensis (Stensiö, 1932)
- † «Cephalaspis» dissimulata (Wangsjö, 1952)
- † «Cephalaspis» doryphorus (Wangsjö, 1952)
- † «Cephalaspis» fletti (Stensiö, 1932)
- † «Cephalaspis» fraticornis (Wangsjö, 1952)
- † «Cephalaspis» hyperboreus (Wangsjö, 1952)
- † «Cephalaspis» lankestri (Stensiö, 1932)
- † «Cephalaspis» lornensis (Traquair, 1899)
- † «Cephalaspis» microlepidota (Балабай, 1962)
- † «Cephalaspis» novaescotiae (Denison, 1955)
- † «Cephalaspis» platycephalus (Wangsjö, 1952)
- † «Cephalaspis» producta (Wangsjö, 1952)
- † «Cephalaspis» recticornis (Wangsjö, 1952)
- † «Cephalaspis» spinifer (Stensiö, 1923)
- † «Cephalaspis» tenuicornis (Wangsjö, 1952)
- † «Cephalaspis» verrulosa (Wangsjö, 1952)
- † «Cephalaspis» websteri (Stensiö, 1932)
- † «Cephalaspis» whitbachensis (Stensiö, 1932)
- † «Cephalaspis» wyomingensis (Denison, 1952)

### ВидиCephalaspis, які були переприсвоєні
- † Cephalaspis corystis (Wangsjö, 1952) = Machairaspis corytis
- † Cephalaspis excellens (Wangsjö, 1952) = Waengsjoeaspis excellens
- † Cephalaspis elegans (Balabai, 1962)[5] = Zychaspis siemiradzkii[6]
- † Cephalaspis hastata (Wangsjö, 1952) = Machairaspis hastata
- † Cephalaspis hoeli (Stensiö, 1927) = Mimetaspis hoeli
- † Cephalaspis ibex (Wangsjö, 1952) = Machairaspis ibex
- † Cephalaspis jarviki (Wangsjö, 1952) = Diademaspis jarviki
- † Cephalaspis magnifica (Traquair, 1893) = Trewinia magnifica
- † Cephalaspis microtuberculata (Обручев, 1961) = Escuminaspis laticeps
- † Cephalaspis pagei (Lankester, 1868) = Janaspis pagei
- † Cephalaspis patteni (Robertson, 1936) = Levesquaspis patteni
- † Cephalaspis powriei (Lankester, 1868) = Janaspis powriei
- † Cephalaspis rosamundae (Roberts, 1937) = Escuminaspis laticeps
- † Cephalaspis rostrata (Agassiz, 1835) = Pteraspis rostrata
- † Cephalaspis salweyi (Egerton, 1857) = Zenaspis salweyi
- † Cephalaspis utahensis (Branson & Mehl, 1931) = Camptaspis utahensis

### Інші різні види, колись віднесені доCephalaspis
- †Cephalaspis abergavenniensis (White, 1963)
- †Cephalaspis acuticornis (Stensiö, 1927)
- †Cephalaspis billcrofti (White & Toombs, 1983)
- †Cephalaspis campbelltonensis (Whiteaves, 1881)
- †Cephalaspis cocculi (MacGillivray, 1921)
- †Cephalaspis cwmmillensis (White & Toombs, 1983)
- †Cephalaspis dawsoni (Lankester, 1870)
- †Cephalaspis djurinensis (Balabai, 1962)
- †Cephalaspis grabrielsei (Dineley & Loeffler, ?)
- †Cephalaspis isachseni (Stensiö, 1927)
- †Cephalaspis jexi (Traquair, 1893)
- †Cephalaspis peninsula (Pageau, 1969)
- †Cephalaspis schrenckii (Pander, ?)
- †Cephalaspis sp. «Forfar» (Trewin & Davidson, 1996)
- †Cephalaspis syndenhami (Pageau, 1969)
- †Cephalaspis traquairi (Stensio, ?)
- †Cephalaspis uternaria (?)
- †Cephalaspis vogti (Stensiö, 1927)
- †Cephalaspis watneliei (Stensiö, 1927)
- †Cephalaspis westolli (Russell, 1954)